# Зарудний Сергій Іванович
Зарудний Сергій Іванович (17 (29) березня 1821 року, с. Колодязне Куп'янського повіту Харківської губернії (тепер Дворічанського району Харківської, області) — 18 (30) грудня 1887 року, поблизу Ніцци) — державний діяч Російської імперії.
Це був переконаний реформатор і ліберал, один із найкомпетентніших і освічених бюрократів епохи Олександра II.

## Походження
Сергій Іванович Зарудний народився в родині поручника артилерії у відставці Івана Андрійовича (пр. 1790–1810 — ?) і Варвари Михайлівни.
Ця гілка українського козацького старшинського шляхетського роду Зарудних згадується з XVII століття і походить від Григорія Федоровича полкового осавула Миргородського козацького полку у 1688 –1690 роках, та полкового судді того ж полку у 1690–1715 роках.
Мати Сергія Івановича була донькою полковника Михайла Матвійовича Куликовського і походила зі слобідського козацького старшинського роду молдовського походження Куликовських. Перший з роду Куликовських на Слобідській Україні був Прокопій Куликовський, дворянин з оточування Молдовського князя Дмитра Кантеміра.

## Життєпис
Закінчив фізико-математичний факультет Харківського університету (1842). Переїхав до Петербургу. У листопаді 1842 призначений юрисконсультом Міністерства юстиції. У 1857 призначений помічником статс-секретаря Державної ради. У 1858 перебував у закордонному відрядженні для ознайомлення із європейським досвідом судочинства. Займав важливі посади в Державній раді Російської імперії, зокрема, з 1865 статс-секретар департаменту законів. З 1869 сенатор. Активно брав участь в підготовці селянської (1861) і судової (1864) реформ. Таємний радник (1864).
Автор багатьох публікацій. Його праця «Судебные уставы с рассуждениями, на коих они основаны» (1866) широко використовувалась у практиці юстиції Російської імперії. Вільно володів італійською мовою. Відомий як перекладач творів А.Данте («Ад», 1887) та Ч.Беккаріа («О преступлениях и наказаних», 1879), а також творів російських поетів італійською. Із 1869 у Харківському університеті присудсувалася «премія Сергія Зарудного» у розмірі 101,75 руб «за кращий юридичний твір».
Почесний мировий суддя Купʼянського повіту. Почесний член Московського юридичного товариства.

## Родина
Сергій Іванович був одружений з Зоєю Олександрівною Мясновою, донькою титулярного радника. Родина мала дітей:
- Олександр Сергійович Зарудний (? — 1908 — ?) — статський радник.
- Сергій Сергійович Зарудний (1866 — 25 грудня 1898)
- Іван Сергійович Зарудний — флотський лейтенант. Одружений з Оленою Павлівною Брюлловою.
- Марія Сергіївна Гревс (? — 1885 -?) — одружена з Іваном Михайловичем Гревсом, статським радником і професором Імператорського Петербурзького університету .
- Катерина Сергіївна Кавос (? — 1888 — ?) — художниця. З 1888 року одружена з Євгеном Цезарійовичем Кавосом, надвірним радником.
- Анастасія Сергіївна
- Зоя Сергіївна
- Варвара Сергіївна Лисовська– одружена з Лисовським.